# (442) Eichsfeldia
(442) Eichsfeldia est un astéroïde de la ceinture principale découvert par M. Wolf et A. Schwassmann le 15 février 1899.